# Linda Ferga
Linda Ferga-Khodadin, francoska atletinja, * 24. december 1976, Pariz, Francija.
Nastopila je na poletnih olimpijskih igrah v letih 2000 in 2004, leta 2000 je osvojila četrto mesto v štafeti 4x100 m in sedmo mesto v teku na 100 m z ovirami. Na svetovnih dvoranskih prvenstvih je v teku na 60 m z ovirami osvojila bronasto medaljo leta 2004, na evropskih dvoranskih prvenstvih pa zaporedna naslova prvakinje v isti disciplini v letih 2000 in 2002 ter bronasto medaljo v skoku v daljino leta 1998.